# Melodie und Rhythmus
Pour plus de détails, voir Fiche technique et Distribution.
Melodie und Rhythmus (titre français : Mélodie et rythme) est un film allemand réalisé par John Olden (de), sorti en 1959.

## Synopsis
Tommy Alberti joue du violon dans l'orchestre de son père Raoul. Il ne partage pas la même passion et perturbe de façon répétée les concerts et les répétitions jusqu'à ce qu'il s'en aille. Il veut être chanteur de rock'n'roll, loue une chambre chez la vieille Mme Erna Hummel et cherche à se produire dans les bars avec sa guitare. Bientôt, il a des problèmes avec un patron qui agresse la jeune Maxi Moll et se plaint de la musique moderne de Tommy. Tommy est virée après une brève bagarre. Maxi ne sait pas où passer la nuit, parce que la jeune fille distraite a de nouveau oublié les clés de son appartement et a été viré par son patron, le coiffeur Orlando. Tommy l'amène chez lui, mais le lendemain tout est différent. Maxi voit sur la table de Tommy une photo de l'attrayante Linda Bauer. La bijoutière est autant séduite par Tommy que par Raoul. Lorsque Maxi montre sa jalousie, Tommy la met dehors. Maxi a oublié sa valise et revient chez Tommy au moment où il reçoit la visite de Linda. Maxi fait quelques remarques ambiguës et s'en va. Peu de temps après, elle vient dans la bijouterie de Linda et s'excuse. Alors qu'elle part, une chaîne en or tombe par terre et est récupéré par le chien de Linda. Linda croit que Maxi l'a volée.
Tommy a enfin de la chance, car il a un concert à Berlin. Avec son groupe, d'anciens membres de l'orchestre de Raoul, il va de Hambourg à Berlin. Ils sympathisent avec Maxi alors que, peu avant de partir, Tommy a revu Linda qui a lui a parlé du vol. À Berlin, ils vivent dans un hôtel d'artistes où Maxi est femme de chambre. Tommy et Maxi se retrouvent alors qu'elle doit acheter avec un billet de cent marks un cigare pour un client. Tommy croit encore qu'elle est une mauvaise personne. Maxi est profondément déçue et veut prouver qu'elle est quelqu'un de bien : elle devient l'assistante de ce client qui est un lanceur de couteaux. Tommy reçoit une lettre de Linda qui l'informe qu'elle a retrouvé la chaîne en or. Après le numéro de lancers de couteaux, Tommy et son groupe se produisent et ont un grand succès. Après le spectacle, Tommy va voir Maxi et s'excuse. Ils se réconcilient, Tommy lui donne la chaîne en or.
Wanowsky, agent de spectacle, est tellement enthousiasmé qu'il propose une tournée à Tommy et son groupe. Tommy s'explique avec Maxi qui ne veut pas l'accompagner. Maxi est déçu, parce qu'elle pense qu'il veut la quitter. Elle lui redonne la chaîne en or, Tommy promet de donner à la chaîne à la jeune fille qu'il aimera vraiment. Après de nombreux concerts à travers le monde, la tournée de Tommy s'arrête à Hambourg. Au cours du concert, Tommy et son père Raoul se réconcilient tous les deux sur la scène. Tommy annonce vouloir interpréter une chanson pour demander pardon à une personne. Pendant Wunderbar wie du, il va dans le public vers Maxi et lui donne la chaîne. Ils se retrouvent après le concert.

## Fiche technique
- Titre : Melodie und Rhythmus
- Réalisation : John Olden (de) assisté de Walter Wischniewsky
- Scénario : Kurt Nachmann, Aldo von Pinelli
- Musique : Werner Scharfenberger
- Direction artistique : Paul Markwitz
- Costume : Eva Maria Schroder
- Photographie : Karl Löb
- Son : Eduard Kessel
- Montage : Walter Wischniewsky
- Production : Artur Brauner, Aldo von Pinelli
- Sociétés de production : Alfa Film, Melodie Film
- Société de distribution : Gloria Filmverleih
- Pays d'origine :  Allemagne de l'Ouest
- Langue : allemand
- Format : Noir et blanc - 1,37:1 - Mono - 35 mm
- Genre : musical
- Durée : 90 minutes
- Dates de sortie :
  -  Allemagne de l'Ouest : 11 octobre 1959.
  -  Autriche : 11 octobre 1959.
  -  France : 17 juillet 1963[1].

## Distribution
- Peter Kraus : Tommy Alberti
- Fred Kraus (de) : Raoul Alberti
- Veronika Bayer (de) : Maxi Moll
- Rudolf Platte : Felix Moll
- Margit Saad : Linda Bauer
- Hubert von Meyerinck : Orlando
- Margarete Haagen : Erna Hummel
- Hugo Lindinger (de) : Wanowsky
- Wolfgang Jansen (de) : Lux
- Jörg Maria Berg: Jörg
- Gerold Wanke : Ted
- Jean Thomé (de) : Dick
- Karl Lieffen : M. Mattusch
- Lolita : La chanteurse
- Kurt Pratsch-Kaufmann : Filippo
- Josef Peter Dornseif : Le serveur
- Bruno W. Pantel : Schutzmann

## Source de la traduction
- (de) Cet article est partiellement ou en totalité issu de l’article de Wikipédia en allemand intitulé « Melodie und Rhythmus (Film) » (voir la liste des auteurs).